# Saul Rubinek
Saul Rubinek, född 2 juli 1948 i Föhrenwald, Wolfratshausen i Tyskland, är en kanadenisk skådespelare.
Rubinek har bland annat medverkat i filmerna De skoningslösa från 1992, The Ballad of Buster Scruggs från 2018 och BlackBerry från 2023. Han har även medverkat i TV-serien Frasier (1999-2002).

## Filmografi (i urval)
- 1984 – Mot alla odds
- 1987 – Wall Street
- 1992 – De skoningslösa
- 1992 – Par i trubbel
- 1993 – True Romance
- 1994 – I Love Trouble
- 1999–2002 – Frasier (TV-serie)
- 2000 – En andra chans
- 2010 – Barneys många liv
- 2018 – The Ballad of Buster Scruggs
- 2020 – Hunters (TV-serie)
- 2023 – BlackBerry